# Аурих
 Тази статия е за града в Германия.  За окръга вижте Аурих (окръг).  
Аурих (на немски: Aurich, Auerk) е град в Източна Фризия, в Долна Саксония, Германия, с 41 489 жители (2015).
Аурих е вторият по-големина град в Източна Фризия (след Емден).